# Zlatica Gavláková
Zlatica Bazola-Minori-Gavláková née le 12 avril 1978 à Spišská Nová Ves et morte le 29 juillet 2010 à Ollainville en France dans l'Essonne, est une coureuse cycliste franco-slovaque.

## Palmarès sur route
- 1997
  - 3e du Championne de Slovaquie sur route
- 2000
  -  Championne de Slovaquie sur route
  - 2e du Championne de Slovaquie du contre-la-montre
- 2001
  - 2e du Championne de Slovaquie sur route
  - 2e du Championne de Slovaquie du contre-la-montre
  - 2e du Tour féminin en Limousin
- 2002
  -  Championne de Slovaquie sur route
  -  Championne de Slovaquie du contre-la-montre
- 2003
  - Prix de la Ville du Mont Pujols
- 2004
  - 1re et 5e du Tour de Bretagne féminin
  - 2e du Prix de la Ville du Mont Pujols
  - 3e de la coupe de France